# Est-ce qu'une abeille se soucie...?
Est-ce qu'une abeille se soucie...? (titre original : Does a Bee Care?) est une nouvelle d'Isaac Asimov (1957) publiée en France dans deux recueils de nouvelles, Le Robot qui rêvait (Robots Dreams)  (ISBN 2290023884) et Cher Jupiter (1977)  (ISBN 2207302334) sous le titre Qu'est ce que ça peut bien faire à une abeille ?.

## Résumé
Depuis des millénaires, un extraterrestre aide inconsciemment le développement de l'humanité dans un but personnel. Sous divers déguisements, il insinue des notions dans l'esprit des découvreurs : toutes les grandes avancées technologiques découlent de sa présence non loin, même si lui-même n'a absolument pas conscience de ses actes. Il existe dans un état second, uniquement préoccupé de remplir sa mission sans que nul ne découvre son immortalité.
La nouvelle raconte l'ultime étape de ce cheminement : les hommes vont lancer un vaisseau spatial inhabité, pour tester leurs technologies. L'étranger est là, sous l'aspect d'un banal technicien qui inspire pourtant les ingénieurs.
Au dernier moment, il se glisse dans le vaisseau, dans un habitacle secret, et décolle. L'accès à l'espace déclenche alors en lui une évolution radicale, son esprit s'éveille et il abandonne son corps pour gagner l'étoile où vit sa race.
Derrière lui, la Terre n'est plus qu'un incubateur inutile, et l'auteur pose cette question : « une abeille se soucie-t-elle de ce que devient la fleur qu'elle vient de butiner ? ».

## Extrait
Comparaison des incipits des différentes traductions :
| Qu'est-ce que ça peut bien faire à une abeille? | Est-ce qu'une abeille se soucie… ? |  |
| Le vaisseau commença par être une carcasse de métal. Lentement, couche après couche, on posa un revêtement brillant à l'extérieur, et on entassa les organes vitaux aux formes bizarres à l'intérieur. | Le vaisseau commença par un squelette mental. Lentement, une peau brillante fut étalée par-dessus et des organes vitaux aux formes bizarres fourrés à l'intérieur |  |